# 木卡姆 (油画)
《木卡姆》（維吾爾語：مۇقام‎）是哈孜·艾买提于1984年创作的布面油彩画。现藏于中国美术馆。油画《木卡姆》展现了数十名普通维吾尔族农民中的木卡姆艺人们在完成田间劳作后，正在表演新疆维吾尔族十二木卡姆的场景，展示出27种维吾尔族乐器以及包括朵帕（花帽）、艾德莱丝绸在内的维吾尔族服装服饰。油画《木卡姆》曾获得中华人民共和国第六届全国美术作品展览中获得银奖。

## 主题取材
《木卡姆》既表现的是20世纪80年代新疆农村生活，也展示了新疆维吾尔族木卡姆艺术。木卡姆在现代维吾尔语中含有曲调、传统套曲之意，其中十二套较大的传统套曲被称为十二木卡姆。十二木卡姆包括超过170首歌和歌舞曲，72首器乐奏曲，若完整演奏需20小时。每逢佳节或粮食丰收之时，普通劳动者聚集弹唱木卡姆的传统一直流传。随着生活水平提高，群众文艺活动得到发展，油画《木卡姆》正是反映普通劳动者从田野收工后，举行木卡姆演奏晚会的情景。

## 画作内容
《木卡姆》采用横向版式，高120厘米，宽190厘米，高宽比约为3:5，画面以中间演奏萨塔尔的老人为中心，向左右两侧展开。《木卡姆》展示的是维吾尔族木卡姆平民乐师表演维吾尔族木卡姆时的场景。
画面中展示有40个人物在演奏27种维吾尔族乐器。人物基本被分为五排，前两排的乐师以核心人物老人为对称轴，多倾向白须老人的方向。第一排的乐师在演奏库休克（木勺）、沙巴依等乐器。第二排中间为核心人物演奏萨塔尔的老人，萨塔尔的长度和垂直角度超过现实，与后排的热瓦普琴杆刚好形成“十”字。他的两侧分别是面目稍黑演奏达甫的老者和身穿黑衣、头戴黑帽正在演奏卡龙琴的乐师，此排还有演奏艾捷克、热瓦普的乐师。第三排有七人，画面中心老人的身后两侧分别是头戴花帽、面色阴沉正在演奏热瓦普的乐师和胡须干净、知识分子模样的演奏胡希塔尔的乐师。此排有2位女乐师，分别在演奏锵和都塔尔。此排其他乐师在演奏弹拨尔、艾捷克等乐器。第四排人物众多，以只穿了一只衣袖、正在演奏达甫的黑胡子乐师为中心。其中一位壮汉为防止苏尔奈声音过大，再用嘴角吹奏，其他人在演奏纳格拉鼓、巴拉曼等乐器。最后一排人物多被遮挡，仅露出面部。
除维吾尔族乐器外，画面还展示了包括朵帕（花帽）、皮帽，靴子、袷袢、艾德莱斯绸织物在内的维吾尔族服装、服饰。

## 创作过程
哈孜·艾买提自幼便接触木卡姆艺术，无论是自己的割礼、婚礼，还是常听的歌剧，亦或是新疆学院（今新疆大学）艺术系的同事，都和木卡姆艺术息息相关。哈孜·艾买提有创作歌颂木卡姆艺人的画作想法，但一直未能如愿。1984年，哈孜·艾买提接到第六届全国美术作品展的通知后，准备趁机创作木卡姆为主题的画作。为避免不必要的拜访和应酬，哈孜·艾买提避开亲友众多的喀什地区，前往和田地区于田县文化馆创作巨幅画《木卡姆》。
创作之前，哈孜·艾买提在当地星期天巴扎观察人物，并将其拍摄或速记下以便日后参考。由于对画作的艺术手法、如何突出维吾尔族乐器特点、乐器位置、何人手持乐器等安排已心中有数，哈孜·艾买提首先集中精力完成40厘米×60厘米的线条画草图。在对画中各人物的位置、人物特征、服饰等内容进一步合理安排完成后，哈孜·艾买提正式开始创作油画《木卡姆》。由于美术作品展的要求，哈孜·艾买提只能在1.28米×1.92米的框架内作画。哈孜·艾买提首先用木炭在画布上勾勒出轮廓，在上色前根据先前拍摄或速记下的人物特征对化作内任务的五官、手指、演奏指法等细节仔细创作。
于田县文工团的工作人员曾对哈孜·艾买提提出建议，希望人物有原型，比如萨塔尔乐手应该以吐尔地·阿洪为原型。哈孜·艾买提并未接受这个提议，画作最终展示的是热爱木卡姆的普通劳动人民演奏木卡姆的场景，而非专业文艺团体。其中萨塔尔乐手是他是将十几位面貌相似的老汉对比、选择后创作的。

## 画作解读
画作采用垂直-水平构图，竖立的萨塔尔将画分为两部分，每一排人物则构成平行线，使画面具有稳定感。但对人物的安排都遵循从左下到右上延展的六列纵向队列中，使画面拥有运动感。《木卡姆》运用平光画法，而没有采用光影突出人物形象，平光使画作在色彩上更常运用固有色和纯色调。虽然没有光影，但画面的光感依然存在。线条和人物形体和动势也不受光线影响的结合起来。《木卡姆》通过明暗对比，让人物形体之间相互衬托，也塑造了各人物间的深度空间关系，同时还营造出画面的构成关系。油画《木卡姆》人物造型较为夸张，表情迥异，神态传神，每个乐师形象概括、提炼自现实生活。油画还原出真实的文化场景，而不仅是概念化和符号化的人物形象。

## 展览使用

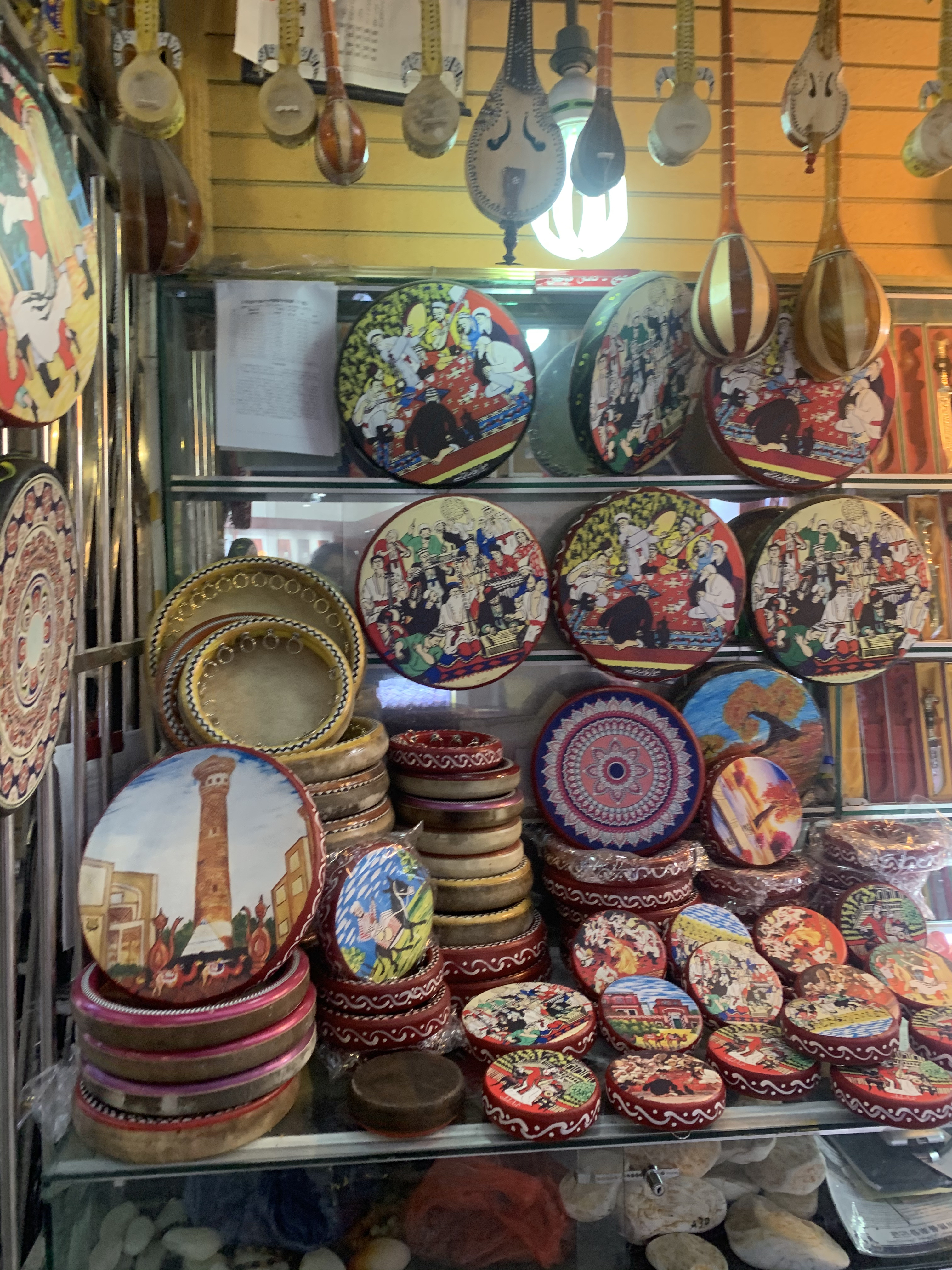
新疆国际大巴扎的乐器店可以看到以《木卡姆》为原型的达甫（手鼓）

1984年，油画《木卡姆》在中华人民共和国第六届全国美术作品展览中获得银奖。此后《木卡姆》在如《大河上下-新时期中国油画回顾展》《天山魂——哈孜·艾买提美术作品展》等中国境内外展览中多次展出。2006年，中华人民共和国向联合国教科文组织递交的关于将新疆维吾尔族木卡姆艺术列入《人类口述和非物质遗产代表作名录》的申请材料上印有油画《木卡姆》。
除油画本身多次展出外，也有其衍生作品在不同的展览、活动中展出。如2022年举办的第七届中国—亚欧博览会“中外文化展示周”和MOCA当代艺术馆举办的《感知未来——艺术与科技展》中，展出由油画《木卡姆》艺术形象组成的十二木卡姆交互墙。另外，在新疆的街头、餐厅、会场、集市上，油画《木卡姆》的挂毯等复制品也较为常见。也有其他艺术，如面塑艺术参考或还原油画《木卡姆》的场景。